# Robert F. Bradford

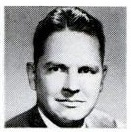
Robert F. Bradford

Robert Fiske Bradford (* 15. Dezember 1902 in Boston, Massachusetts; † 18. März 1983) war ein US-amerikanischer Politiker und von 1947 bis 1949 Gouverneur des Bundesstaates Massachusetts.

## Frühe Jahre und politischer Aufstieg
Rober Bradford besuchte die Browne and Nichols School und studierte anschließend bis 1923 an der Harvard University. Nach einem anschließenden Jurastudium an der juristischen Fakultät dieser Universität erhielt er im Jahr 1926 sein juristisches Diplom. Er wurde Mitglied der Republikanischen Partei. Zwischen 1931 und 1935 war er geschäftsführender Beamter (Executive Secretary) unter Gouverneur Joseph B. Ely. Später war er Wahlkampfhelfer von Leverett Saltonstall bei dessen Kandidaturen für das Amt des Gouverneurs bzw. für einen Sitz im US-Senat. Von 1939 bis 1945 amtierte Bradford als Bezirksstaatsanwalt im Middlesex County und von 1945 bis 1947 war er als Vizegouverneur Stellvertreter von Gouverneur Maurice J. Tobin.

## Gouverneur von Massachusetts
Im Jahr 1947 wurde Bradford als Kandidat seiner Partei gegen Tobin zum neuen Gouverneur gewählt. Er trat sein Amt am 2. Januar 1947 an und konnte es bis zum 6. Januar 1949 ausüben. Gouverneur Bradford war um einen ausgeglichenen Staatshaushalt bemüht. Ein Schwerpunkt seiner Politik war der Kampf gegen den Alkoholismus. Zu diesem Zweck wurden Vorsorge- und Therapieprogramme entwickelt. In seiner Amtszeit wurden auch die Bezüge im öffentlichen Dienst angehoben. Der Gouverneur förderte zudem den Bau von öffentlichen Wohnungen für Kriegsveteranen. Bei einigen Streiks griff er vermittelnd ein. Er unterstützte auch ein Hilfsprogramm für durch den Zweiten Weltkrieg verarmte Menschen in Europa. Im Jahr 1948 wurde Bradford aber nicht wiedergewählt.
Nach dem Ende seiner Gouverneurszeit zog sich Robert Bradford aus der Politik zurück und wurde als Rechtsanwalt tätig. Er war mit Rebecca C. Browne verheiratet, mit der er vier Kinder hatte.